# Monterschu
Monterschu est une localité et une ancienne commune suisse du canton de Fribourg, située dans le district du Lac.

## Histoire
Monterschu est un petit village situé à environ 15 km au nord de Fribourg. Cette localité était une possession en 1363 des comtes de Thierstein, dont les biens furent acquis par Fribourg en 1442, puis fit partie jusqu'en 1798 des Anciennes Terres (bannière de l'Hôpital), puis des districts de Morat dès 1798, de Fribourg dès 1803, allemand dès 1831 et du Lac dès 1848.
Monterschu a toujours relevé de la paroisse Cormondes. La maison Fégely (qui date du milieu du XVIIIe siècle) fut transformée, en vertu des dispositions testamentaires de Maria Fégely, en un orphelinat pour les paroisses de Barberêche et Cormondes (avec domaine), placé sous la direction des sœurs de Baldegg de 1909 à sa fermeture en 1961. En 2000, l'ancienne commune comptait cinq exploitations agricoles.
Depuis 1978, Monterschu fait partie de la commune de Cormondes avec qui elle a fusionné.

## Toponymie
1232 : Moncorsum
1363 : Monterschun

## Démographie
Monterschu comptait 58 habitants en 1811, 105 en 1831, 105 en 1850, 93 en 1900, 95 en 1950, 46 en 1970.